# 維吾爾人 (歷史著作)
《維吾爾人》是新疆維吾爾族詩人吐尔贡·阿力玛斯以维吾尔语创作的關於維吾爾族的歷史著作。新疆青少年出版社於1989年出版:2。
書的封面是一隻灰狼，象徵泛突厥主義。書中提出了維吾爾人是新疆的“土著”，應該有一個獨立的國家，不同於官方中國歷史指新疆在漢代已是中國一部分。
書中提出了一些關於歷史的非正統理論，包括塔里木木乃伊顯示，維吾爾人是“比中國文明本身”更古老，並發明了指南針，火藥，造紙，印刷等，它的結論：如果猶太人能在3000年後收回自己的家園，維吾爾人應能在3000到6000年後收回自己的家園。
《维吾尔人》出版后，与吐尔贡·阿力玛斯另外的两本著作——1986出版的《匈奴简史》、1987年《维吾尔古代文学史》，一同被当局批判。1991年，中共新疆维吾尔自治区党委宣传部召开三本书问题研讨会。本书全部被销毁。1992年，当局在内部发行汉译本，无具体出版社:2。